# Arguello
Arguello es una localidad y comune italiana de la provincia de Cuneo, región de Piamonte, con 185 habitantes.

## Evolución demográfica
| Gráfica de evolución demográfica de Arguello entre 1861 y 2001 |
|                                                                |
| Fuente ISTAT - elaboración gráfica de Wikipedia                |